# Ischnothyreus aculeatus
Ischnothyreus aculeatus là một loài nhện trong họ Oonopidae.
Loài này thuộc chi Ischnothyreus. Ischnothyreus aculeatus được Eugène Simon miêu tả năm 1893.